# Zdzisław Szymański (aktor)

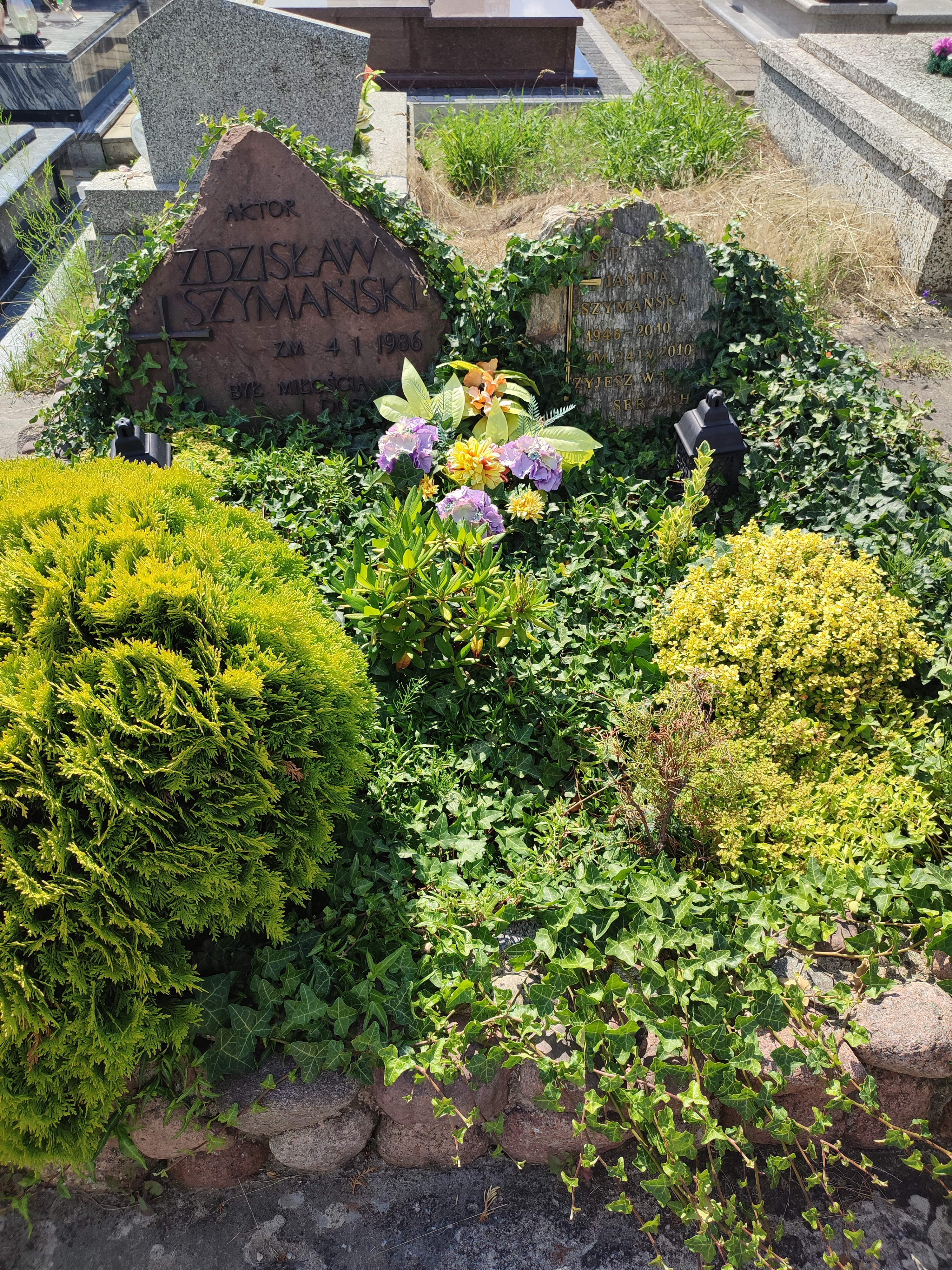
Grób Zdzisława Szymańskiego na Cmentarzu Komunalnym w Grajewie (kwatera 1-1a, rząd 4, grób 4)

Zdzisław Szymański (ur. 21 lipca 1914 w Zakroczymiu, zm. 4 stycznia 1986 w Grajewie) – polski aktor.

## Życiorys
W 1937 ukończył studia w Państwowym Instytucie Sztuki Teatralnej. W latach 1937–1939 występował w Teatrach Miejskich w Łodzi. W czasie II wojny światowej brał udział w konspiracyjnym życiu artystycznym w Warszawie, a w czasie powstania warszawskiego w koncertach dla wojska organizowanych przez Leona Schillera. Po powstaniu został wywieziony do Oflagu VII A Murnau. Po wyzwoleniu oflagu był aktorem Teatru Ludowego im. Bogusławskiego w Lingen. Po powrocie do Polski grał w Teatrze Ziemi Pomorskiej w Toruniu (1946), Teatrze Wojska Polskiego w Łodzi (1946–1949) oraz teatrach warszawskich: Narodowym (1949–1979) i Współczesnym (1955–1957). W 1979 przeszedł na emeryturę i występował gościnnie w teatrach Warszawy.

## Filmografia
- Zakazane piosenki (1946) jako przyjaciel Romana
- Warszawska premiera (1951) jako dziennikarz, przyjaciel Wolskiego
- Między brzegami (1962) jako ojciec Madzi
- Mężczyźni na wyspie (1962) jako Jarząbek
- Rodzina Milcarków (1962) jako powstaniec
- Ranny w lesie (1964) jako Mruk
- Stawka większa niż życie (serial telewizyjny) (1968) jako kolejarz w odc. 11 „Hasło”
- Bicie serca (1971) jako policjant
- Nie lubię poniedziałku (1971) jako strażnik bankowy
- Samochodzik i templariusze (1971) jako strażnik w muzeum w Malborku (odc. 3)
- Poszukiwany, poszukiwana (1972) jako robotnik we włazie
- Czterdziestolatek (1975) jako robotnik (odc. 12)
- Moja wojna, moja miłość (1975) jako chorąży w komisji poborowej
- Dyrektorzy (1975) jako Wicek Rogalski
- Partita na instrument drewniany (1975) jako Stulpa
- Najlepsze w świecie (1976) jako robotnik drogowy
- 07 zgłoś się (1976)–(1984) dubbing jako rybak Kluczniak w odc. 1 (rola Stanisława Igara, role – w odc. 7 chłop w Makówcu, w odc. 17 Kałacki
- Daleko od szosy (1976) jako majster (odc. 2)
- Znaki szczególne (1976) jako majster Kazimierz Krajewski
- Szaleństwo Majki Skowron (1976) jako aptekarz (odc. 7)
- Akcja pod Arsenałem (1977) jako pan Kazimierz, właściciel warsztatu samochodowego
- Pasja (1977) jako chłop
- Dziewczyna i chłopak (1977) jako woźnica Józef (odc. 3)
- Zielona miłość (1978) jako mężczyzna u sekretarza
- Ślad na ziemi (1978) jako majster Oleksiak
- Roman i Magda (1978) jako dozorca parkingu
- Co mi zrobisz, jak mnie złapiesz? (1978) jako dozorca na Alei 3 Maja 5
- Gwiazdy poranne (1979) jako żołnierz Wehrmachtu
- Zerwane cumy (1979) jako Stasiek
- Dziewczyna i chłopak (1980) jako woźnica Józef (film)
- Nasze podwórko (1980) (odc. 1)
- Jeśli serce masz bijące (1980) jako Nowak
- Jan Serce (1981) jako Pawlak, sąsiad Jana
- Karabiny (1981) jako chłop
- Najdłuższa wojna nowoczesnej Europy (1981) (odc. 9)
- Matka Królów (1982) jako dozorca
- Śpiewy po rosie (1982) jako Łazarski
- Zabawa w chowanego (1984) jako Maciejak, gospodarz domu
- Pan na Żuławach  (1984) jako Maksymowicz